# 阿爾馬鎮區 (伊利諾伊州馬里昂縣)
阿爾馬鎮區（英語：Alma Township）是位於美國伊利諾伊州馬里昂縣的一個行政鎮區。

## 地方資料
根據2010年美國人口普查的數據，阿爾馬鎮區的面積為95.40平方千米，當中陸地面積為95.30平方千米，而水域面積為0.10平方千米。當地共有人口818人，而人口密度為每平方千米8.57人。